# فيل بويل
فيل بويل (بالإنجليزية: Philip Boyle)‏ هو سياسي أمريكي، ولد في 21 يوليو 1961 في الولايات المتحدة. حزبياً، نشط في الحزب الجمهوري. وقد انتخب عضو جمعية ولاية نيويورك وانتخب عضو مجلس ولاية نيويورك.

## وصلات خارجية
- الموقع الرسمي